# India en los Juegos Olímpicos de Pyeongchang 2018
India estuvo representada en los Juegos Olímpicos de Pyeongchang 2018 por dos deportistas masculinos que compitieron en dos deportes.
El portador de la bandera en la ceremonia de apertura fue el piloto de luge Shiva Keshavan. El equipo olímpico indio no obtuvo ninguna medalla en estos Juegos.